# Altamiro Moyses Zimerfogel
Altamiro Moyses Zimerfogel (Rio de Janeiro, 1939 – Rio de Janeiro, 27 de abril de 2020) foi um ativista comunitário brasileiro. Era o presidente do Clube Israelita Brasileiro (CIB).

## Biografia
Nascido no Rio de Janeiro, filho de imigrantes judeus poloneses que fugiram dos nazistas na década de 1930, estava há quase dez anos no CIB, centro social e cultural e um ponto de encontro para famílias judias cariocas.
Em 2018, o município do Rio o homenageou, chamando-o de "um administrador dinâmico e competente. Ele faz parte da história do clube israelita e também contribuiu para toda a comunidade de Copacabana".
No dia 27 de abril de 2020, morreu vítima de COVID-19, aos 80 anos.